# Luxemburg az 1988. évi nyári olimpiai játékokon
Luxemburg a dél-koreai Szöulban megrendezett 1988. évi nyári olimpiai játékok egyik részt vevő nemzete volt. Az országot az olimpián 4 sportágban 8 sportoló képviselte, akik érmet nem szereztek.

## Atlétika
Férfi
| Versenyző     | Versenyszám     | Eredmény | Helyezés |
| ------------- | --------------- | -------- | -------- |
| Justin Gloden | Maraton         | 2:22:14  | 36.      |
| Marco Sowa    | 20 km gyaloglás | kizárták | kizárták |

Női
| Versenyző     | Versenyszám | Eredmény | Helyezés |
| ------------- | ----------- | -------- | -------- |
| Danièle Kaber | Maraton     | 2:29:23  | 7.       |

## Íjászat
Női
| Versenyző             | Versenyszám | Selejtező | Selejtező | Nyolcaddöntő | Nyolcaddöntő | Negyeddöntő | Negyeddöntő | Elődöntő | Elődöntő | Döntő   | Döntő    |
| Versenyző             | Versenyszám | Pont      | Hely.     | Pont         | Hely.        | Pont        | Hely.       | Pont     | Hely.    | Pont    | Helyezés |
| --------------------- | ----------- | --------- | --------- | ------------ | ------------ | ----------- | ----------- | -------- | -------- | ------- | -------- |
| Ilse Martha Ries-Hotz | Egyéni      | 1187      | 48.       | kiesett      | kiesett      | kiesett     | kiesett     | kiesett  | kiesett  | kiesett | kiesett  |

## Sportlövészet
Férfi
| Versenyző          | Versenyszám       | Selejtező | Selejtező | Döntő   | Döntő    |
| Versenyző          | Versenyszám       | Pont      | Helyezés  | Pont    | Helyezés |
| ------------------ | ----------------- | --------- | --------- | ------- | -------- |
| Jean-Claude Kremer | Légpuska          | 581       | 34.       | kiesett | kiesett  |
| Roland Jacoby      | Sportpuska, fekvő | 583       | 53.       | kiesett | kiesett  |

## Úszás
Férfi
| Versenyző    | Versenyszám | Előfutam | Előfutam | Előfutam | Döntő   | Döntő   | Döntő   | Helyezés |
| Versenyző    | Versenyszám | Idő      | Hely.    | Össz.    | Típus   | Idő     | Hely.   | Helyezés |
| ------------ | ----------- | -------- | -------- | -------- | ------- | ------- | ------- | -------- |
| Yves Clausse | 50 m gyors  | 23,99    | 4.       | 28.      | kiesett | kiesett | kiesett | kiesett  |
| Yves Clausse | 100 m gyors | 52,27    | 4.       | 35.      | kiesett | kiesett | kiesett | kiesett  |
| Yves Clausse | 200 m gyors | 1:54,90  | 6.       | 38.      | kiesett | kiesett | kiesett | kiesett  |

Női
| Versenyző         | Versenyszám | Előfutam | Előfutam | Előfutam | Döntő   | Döntő   | Döntő   | Helyezés |
| Versenyző         | Versenyszám | Idő      | Hely.    | Össz.    | Típus   | Idő     | Hely.   | Helyezés |
| ----------------- | ----------- | -------- | -------- | -------- | ------- | ------- | ------- | -------- |
| Nancy Arendt-Kemp | 100 m mell  | 1:14,99  | 6.       | 29.      | kiesett | kiesett | kiesett | kiesett  |
| Nancy Arendt-Kemp | 200 m mell  | 2:40,78  | 3.       | 31.      | kiesett | kiesett | kiesett | kiesett  |